# Уфимцев, Пётр Яковлевич
Пётр Я́ковлевич Уфи́мцев (род. 8 июля 1931, село Усть-Чарышская Пристань Алтайского края, РСФСР) — советский, американский физик-теоретик и преподаватель в области дифракции электромагнитных волн, результаты работы которого используются при разработке самолетов и другой военной техники по технологии «стелс».

## Биография
Родился в русской крестьянской семье в 1931 году в селе Усть-Чарышская Пристань Алтайского края, СССР в 1931 году. В три года остался без отца — его отец был репрессирован и погиб в ГУЛАГе. В 1949 году окончил среднюю школу в своем селе и поступил на физико-математический факультет Алма-Атинского государственного университета. В связи с прогрессирующей близорукостью он поехал лечиться в Одессу в клинику профессора В. П. Филатова. В дальнейшем в 1952 году он перевелся на учёбу в Одесский университет имени И. И. Мечникова, где начал учиться с четвёртого курса.
В 1954 году после окончания университета по специальности «теоретическая физика» он по распределению, по приглашению Николая Павловича Емохонова пошел работать в ЦНИРТИ — закрытый институт в Москве, занимавшийся проблемами радиолокации, где он начал работать с 1 августа 1954 года в теоретической лаборатории. Именно в стенах этого института П. Я. Уфимцев, будучи молодым специалистом, занялся изучением дифракции на телах сложной формы. В этом институте П. Я. Уфимцев 6 февраля 1959 года защитил кандидатскую диссертацию, и с лета 1959 года становится старшим научным сотрудником. Проработал в ЦНИРТИ Уфимцев до 1973 года.
В 1962 году в издательстве «Советское радио» вышла книга П. Я. Уфимцева под названием «Метод краевых волн в физической теории дифракции» тиражом в 6500 экземпляров, в которой излагался математический аппарат, использовавшийся затем в «стелс-технологии» (в США для создания алгоритма расчета рассеивания радиолокационных волн под названием ECHO 1). Согласно ему, практически совершенной радиолокационной невидимостью должен был обладать летательный аппарат со слишком революционной, с точки зрения традиционной аэродинамики, формой, поэтому дальнейшие разработки в этом направлении были приостановлены.  
В 1973 году он в связи с избранием по конкурсу переходит на работу в Институт радиотехники и электроники АН СССР (ИРЭ), и работает в его отделении во Фрязино.
В 1980-х годах Уфимцев по совместительству преподает электродинамику на кафедре "Радиопередающие и антенно-фидерные устройства"  студентам вечернего отделения факультета радиоэлектроники летательных аппаратов МАИ.
В сентябре 1990 года Уфимцев в качестве «приглашенного профессора» поехал работать в Калифорнийский университет в Лос-Анджелесе (США), на факультете Electrical Engineering . Там же, в США, Уфимцев начинает сотрудничать с военно-промышленной компанией «Northrop Grumman Corporation» (Нортроп Грумман Корпорейшен).
В 2000-х годах Уфимцев неоднократно приезжает в Россию. В сентябре 2007 года он читает лекции по своей теории студентам физического факультета МГУ.

## Труды
1. Уфимцев П. Я. Основы физической теории дифракции. — М.: Бином. Лаборатория знаний, 2009.
  - Уфимцев П. Я. Теория дифракционных краевых волн в электродинамике. Введение в физическую теорию дифракции. — 2-е изд. — М.: БИНОМ, Лаборатория знаний, 2012.
2. Уфимцев П. Я. Теория дифракционных краевых волн в электродинамике. — М.: Бином. Лаборатория знаний, 2007.
3. Уфимцев П. Я. Метод краевых волн в физической теории дифракции. — М.: Советское радио, 1962. — 6500 экз.
4. Уфимцев П. Я. К юбилею «ЦНИРТИ-108». — М.: ФГУП «ЦНИРТИ», Музей трудовой славы, 2001. — 15 с. (рукопись)
5. P.Ya. Ufimtsev, Fundamentals of the Physical Theory of Diffraction, Second edition, John Wiley & Sons Inc., Hoboken, New Jersey, USA, 2014
6. "P.Ya. Ufimtsev, The 50-Year Anniversary of the PTD: Comments on the PTD's Origin and Development", IEEE Antennas & Propagation Magazine, vol. 55, no. 3,pp. 18–28, June 2013
7. Pyotr Ya. Ufimtsev, Rung T. Ling, Gokhan Apaydin, Electromagnetic Surface Waves in Microwave Absorbing Layers, Cambridge Scholars Publishing, 2024, ISBN (10):1-0364-0426-9.

## Награды
- Государственная Премия СССР 1990 г. в области техники.
- Награждён Груммановской медалью (США, 1991) за вклад в научные разработки.
- Honorary Member of Pioneers of Stealth (February 2024).